# Conrad Christian Hornung

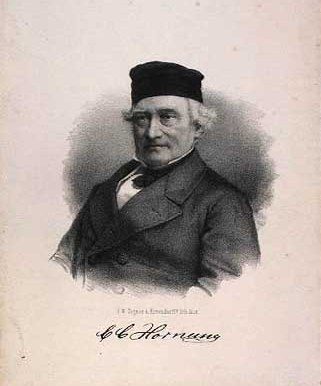
Conrad Christian Hornung

Conrad Christian Hornung (* 1. Juli 1801 in Skelskör, Dänemark; † 11. Juni 1873 in Kopenhagen) war ein Klavierbauer und Gründer der späteren Klavierfabrik Hornung & Møller (1851).
Seine erste unabhängige Werkstatt gründete Hornung 1827 in seiner Geburtsstadt. 1834 zog er nach Slagelse und 1842 nach Kopenhagen. 1851 wurde Hornung zum Hoflieferanten ernannt. Er setzte vergleichsweise früh (um 1850) Vollgussrahmen zur Stabilisierung und zur Aufnahme des Saitenzugs ein. 1851 übernahm Hans Peter Møller die Geschäftsführung der Firma.

## Erhaltene Instrumente
- zwei Tafelklaviere in der Sammlung Andreas Beurmann